# Failles
Albums de Mass Hysteria
Une somme de détails
(2007) Live
(2011)
Failles est le 6e album studio du groupe de metal industriel français Mass Hysteria, sorti le 28 septembre 2009.

L'album s'est vendu à 7 000 exemplaires environ. 
Il s'agit du premier album avec Nicolas Sarrouy à la guitare à la suite du départ de Olivier Coursier, ainsi que le dernier avec Stéphan Jacquet à la basse.

## Liste des morceaux
| No  | Titre                        | Durée |
| --- | ---------------------------- | ----- |
| 1.  | World On Fire                | 4:08  |
| 2.  | Plus qu'aucune mer           | 4:07  |
| 3.  | Failles                      | 3:34  |
| 4.  | L'archipel des pensées       | 3:29  |
| 5.  | Clean                        | 3:13  |
| 6.  | Dysphoria                    | 2:56  |
| 7.  | Le magnétisme des sentiments | 4:10  |
| 8.  | Aller plus loin              | 2:56  |
| 9.  | Respirer                     | 4:04  |
| 10. | Get High                     | 3:46  |
| 11. | Rien n'être plus             | 3:18  |
| 12. | Comme on danse               | 3:10  |

## Crédits
- Mouss Kelai — chant
- Yann Heurtaux — guitare
- Nicolas Sarrouy — guitare
- Stéphan Jaquet — basse
- Raphaël Mercier — batterie
- Julien — samples
- Eric Canto — Artwork et photos